# Приворотень безкровний
Приворотень безкровний (Alchemilla exsanguis) — вид квіткових рослин родини трояндових (Rosaceae).

## Поширення
Ендемік Криму, Україна.
В Україні росте у гірському Криму.